# Dobra (ekonomia)
Dobra (l.poj. dobro) – wszystkie środki, które mogą być wykorzystane, bezpośrednio lub pośrednio, do zaspokojenia potrzeb ludzkich.
Proces zużywania nabytych dóbr w celu zaspokojenia potrzeb nazywa się konsumpcją.
Przykładem dobra może być samochód, działka budowlana, chleb, praca naukowa, seans filmowy, program komputerowy, energia elektryczna.

## Podział dóbr
| Klasyczny podział dóbr       | Klasyczny podział dóbr | Możliwość wyłączenia z konsumpcji                   | Możliwość wyłączenia z konsumpcji                        |
| Klasyczny podział dóbr       | Klasyczny podział dóbr | TAK                                                 | NIE                                                      |
| ---------------------------- | ---------------------- | --------------------------------------------------- | -------------------------------------------------------- |
| Konkurencyjność w konsumpcji | TAK                    | dobra prywatne: żywność, ubrania, komputery         | wspólne zasoby: środowisko naturalne                     |
| Konkurencyjność w konsumpcji | NIE                    | dobra klubowe: szkoły prywatne, teatry, kina, kluby | dobra publiczne: obrona narodowa, policja, straż pożarna |

Ekonomiści dzielą dobra na:
- publiczne, klubowe, wspólne zasoby, społeczne i prywatne,
- normalne i niższego rzędu; podstawowe i luksusowe.